# デ・ジ・キャラット
デ・ジ・キャラット（Di Gi Charat）は、ブロッコリーが展開するキャラクター企画、またはそのキャラクターの名前。原作はこげどんぼ*。

## 概要
1998年に、ブロッコリーと同社が運営するキャラクターショップ「ゲーマーズ」のマスコットキャラクターとして、ゲーマーズ無料情報誌「FROM GAMERS（フロムゲーマーズ）」第壱号に掲載された4コマ漫画『げまげま』第二回にて「ゲーマーズの妖精さん」として正式に登場する。名前を明かしたのはその第二回である。それ以前は「フロムゲーマーズ」準備号、ポストカードやイラストPOPに登場する謎のキャラクターであった。
デ・ジ・キャラットの外見は、黄緑色の髪にネコ耳、両耳の上に付けた大きい鈴及び首に着けた鈴、そしてメイド服の組み合わせといった愛らしい格好で、設定年齢は10歳の少女。また、喋るとき語尾に「にょ」を付けるのが特徴。デ・ジ・キャラットを中心としたメディアミックスの一環でアニメ化やゲーム化も行われた。作品によっては若干のデザイン・設定の変更がある。
猫耳や鈴、尻尾といった消費者の萌えにアピールする特徴的な要素（萌え要素）を散りばめたデザインであることから、批評家の東浩紀がデータベース消費論（データベースに蓄積された個別要素の組み合わせによってキャラクターが構成され、特権的な作家性は後退すること）を展開する際にその代表例としてデ・ジ・キャラットを挙げている。ただし、デ・ジ・キャラットのデザインにおいて作家性が消失していると見るかどうかには異論もある（データベース消費#評価・批判および代替・関連モデルを参照）。
2008年の誕生10周年にあわせ、2007年からデ・ジ・キャラットのデザインが変更されており、メイド服のデザインが一新され、頭部がこれまでのネコ耳帽子から頭から生えたネコ耳+ネコの目の入ったカチューシャに、さらに目の色も緑から赤になっている。また2007年秋から放送されている新CMではデ・ジ・キャラット担当声優もこれまでの真田アサミから明坂聡美に変更、プチ・キャラット、ラ・ビ・アン・ローズの声優も新たにオーディションを実施して決定された。
2013年、「15周年プロジェクト」が始動。2代目でじこ、ぷちこ、うさだは偽物（代役）だったことが判明。2013年以降は1代目のデザインに戻っている。また、旧シリーズのマイクロファイバーバスタオルを1ヶ月に1種、12ヶ月連続販売する事となった他、記念Tシャツや缶バッジなども発売された。他にも、でじこ・ぷちこ・うさだ・ブラゲマ団のTwitterも開設、2013年7月20日には、前田登（はりけ〜んず）とでじこの声優・真田アサミ、でじこ本人の3人が、会話を行ったこともある。
2020年12月1日から12月31日にかけて、ライセンス料フリー企画「でじこたちがみんなのビジネスを盛り上げるにょ！」を行った。
2020年12月28日よりブシロードが業務提携しているリンガ・フランカが配信するマンガアプリ『マンガドア』の宣伝大使を務めている。
2021年6月12日に、メインキャスト3人が揃って出演し、YouTubeで配信された「デ・ジ・キャラットから突然の大ニュース特番!」において、翌2022年に誕生24周年（でじこの語尾の「にょ」にちなむ）を迎えることから、記念プロジェクト『令和のデ・ジ・キャラット』を開始し、ブロッコリー創業者の木谷高明が現在経営するブシロードが企画・製作に加わるとともに、新作ミニアニメを製作することが発表された。また、24周年記念関連施策として、こげどんぼ*の作品展を2022年2月4日より開催、2022年1月22日よりプロジェクト公式YouTubeチャンネルを開設するとともに期間限定ででじこがバーチャルYouTuberとなって動画配信を行っている。

## 登場人物
「ぷちこ」「うさだ」は最初はゲーム用の開発キャラクターだった。しかし、ゲーム『デ・ジ・キャラットファンタジー』が仕上がるのにもう少し時間がかかりそうなため、先に4コマに登場させることになった。
でじこの年齢は10歳で、うさだの年齢は14歳は木谷高明が決めた。ゲマとでじこの性格付けは「こげどんぼ*」が大体80％ぐらい考えたキャラクター。他のキャラクターについては、「こげどんぼ*」がキャラクターデザインをしたあと、大まかな性格付けなどを話し合って決めてから、メディア媒体（ドラマCDなど）のシナリオライターが書いて来た物を「こげどんぼ*」がチェック、修正して作り上げていった。
初代の配役については、主役であるデ・ジ・キャラット役の声優は1999年2月から5月にかけて開催された一般公募声優オーディションによって決定された。最優秀賞に真田アサミが選抜されるとともに、沢城みゆきが審査員特別賞に選ばれている。当時中学生だった沢城みゆきのデビュー作である。
2代目の配役については、デ・ジ・キャラット役の声優が明坂聡美に変更された。また、プチ・キャラット役については、初代と同様に公募による選考が2007年10月より実施、2008年1月27日に開催された公開オーディションでの結果、みなかみ菜緒が選ばれ、これに併せてラ・ビ・アン・ローズ役も今回の応募者の中から矢澤りえかが選ばれた。2013年の15周年記念漫画より改めて初代と2代目は明確に別人という設定が明言され、初代が復帰することになった。なお、2014年のゲーム『超ヒロイン戦記』は初代メンバーが声を当てているが、デザインはでじこの瞳を除き2代目に準拠している。2018年発表・2019年発売の20周年記念ドラマCDでは初代と2代目の声優陣が共演している。
年齢設定などが異なるアニメ『ぱにょぱにょデ・ジ・キャラット』『ウィンターガーデン』についてはそれぞれのキャラクター記事を参照。

### D.U.P.
でじこ・うさだ・ぷちこの3人を演ずる声優によるユニット「D.U.P.」が存在している。
2000年7月15日発売の『CD DRAMA Di Gi Charat そにょ4』同梱CD『Voice of Heart』に収録されている3人の歌う曲『D・U・P!』からユニット名として定着した。2001年3月30日には声優ユニットD.U.P.（真田アサミ、沢城みゆき、氷上恭子の写真）のトレーディングカード『D.U.P. デ・ジ・キャラットボイスアクターコレクション』も発売された。
デ・ジ・キャラット / ショコラ
声 - 真田アサミ（初代） / 明坂聡美（2代目）
2月8日生まれ / 10歳 / O型 / 身長148cm（ネコ耳含） or 148mm～148m（通常は148cm） / 体重38kg
本作の主人公。デ・ジ・キャラット星からやってきた王女様。通称「でじこ」。「フロムゲーマーズ」準備号（平成10年7月発行）で初登場。四コマ漫画「げまげま」に初登場したのは「フロムゲーマーズ」第壱号（平成10年8月発行）。準備号時点では名前がなく、1998年8月に名前と愛称（通称）が決定した。
白猫の帽子に尻尾。ライトグリーンの髪で、髪飾りに大きな鈴（王家の印）を左右に1つずつ付ける。
初期のデ・ジ・キャラットは茶色い髪で服装もゲマが描かれたTシャツだったが、諸事情により闇に葬られた。
語尾に「にょ」を付けて話す（ドラマCD版では「にゃ」と言っていたこともある）。
『CDドラマ デ・ジ・キャラットそにょ2』で本名が「ショコラ」だと判明。CDドラマだとデ・ジ・キャラット星から脱出する際に、父から王位継承者の証として『デ・ジ・キャラット』の名を授かっている。地球に降り立った後、ゲーマーズ社長にデ・ジ・キャラットは長いという理由で「でじこ」とあだ名を付けられた。
ゲーマーズはアルバイトではなく、単なるお手伝いとして働いている。
地球にやって来た目的は「大女優を目指すため」、「アナローグ星のデ・ジ・キャラット星襲撃から逃げるため」、「プリンセス修行のため」と複数あるが、実は全て公式設定であり、作品によって異なる。
得意技は「目からビーム」（2代目は初代よりも10倍の威力）で、好きな食べ物はブロッコリー。ムカつき度100%で「目からビーム」、ムカツキ指数が100%まで上昇して、ムカツキゲージの頂点を突き破ると「真・目からビーム」、ムカツキ指数200%突破で「必殺ハイパー目からビーム」が打てる。
外見とは裏腹に生意気、狡猾、そして迂闊な性格が一番の魅力。当初は「巨大化する」という設定があった（原作本等では「公然の裏設定」としてときどき使われる）。
『ぱにょぱにょデ・ジ・キャラット』では小悪魔的な性格と打って変わって、好奇心旺盛で人助けに尽力する純粋な心を持った善人として描かれている。『デ・ジ・キャラットにょ』（以下『にょ』）ではまねきねこ商店街にある『スーパーおもちゃん』で居候として暮らす事になっているが、大抵の設定では秋葉原のゲーマーズにて大女優を目指しながら働いている。『デ・ジ・キャラット ファンタジー』では記憶喪失になった。夏や冬にはコミケに走り、いおりん本を買いあさる。最近では業界に慣れたのか、当人も同人誌を描いていたりする。ワンダフル版アニメ第7話ではムラタクとミナタクをネタにした「やばい同人誌」を描こうとし、ゲマに咎められていた。
初代のでじこ（緑色の瞳）はいくつかのパターンがあってそれぞれについての繋がりの矛盾が言及された事は無いが赤い瞳の「2代目でじこ」（赤目でじこ）とは明確に別人であり、一時期は初代でじこが既にデ・ジ・キャラット星に帰っていてゲーマーズを統括しているという形で、2代目は初代からアニブロゲーマーズを任される、という展開となっていた。2013年の15周年記念漫画にて初代が復帰した際に判明した2代目の正体は（株）ブロッコリーの女神と名乗る少女「ブロッコデス」（後述）。
プチ・キャラット / カプチーノ
声 - 沢城みゆき（初代） / みなかみ菜緒（2代目）
1月21日生まれ / 5歳 / B型 / 身長103cm（ネコ耳含） / 体重18kg
でじこの妹分。通称「ぷちこ」。1999年5月2日に開催された声優オーディション内で初めてイラストが紹介された。四コマ漫画「げまげま」に初登場したのは「フロムゲーマーズ」平成11年7月号（平成11年6月24日発行）。
デ・ジ・キャラット星の出身。語尾に「にゅ」を付けて話す。
『CDドラマ デ・ジ・キャラットそにょ2』で本名が「カプチーノ」だと判明。
当初は「巨大化する」という設定があった。
妹分となった経緯は、昔でじこに穴にはまっていたところを助けられたかららしい。茶色の髪に虎猫の帽子と尻尾。性格はぼんやりさん。初期ではセーラー服（下はちょうちんブルマー）という設定だったが、「デ・ジ・キャラットにょ」では青いワンピースであり、パンツが丸見えとなっていた。ロングの髪を左右に分けて先でくくっている。口数は少なく、たまに発する一言がすごく毒舌でいざというときは行動派。でじこと同じく「めからびーむ」が出せるが、成功率は低く、謎の茶色く濁ったゲルや煙や水が出たりと失敗が多い。好物は公式ではレアステーキだが、アニメやアンソロジーでは刺身や納豆などとなっている。
2013年の初代復帰の際に判明した2代目の正体は後述のほっけみりん。ブロッコデスの力によって姿を変えられていた。2代目と入れ替わっていた理由はでじこと同じく星に帰っていたため。
ラ・ビ・アン・ローズ / うさだヒカル
声 - 氷上恭子（初代） / 矢澤りえか（2代目）
8月30日生まれ / 14歳→15歳 / A型 / 身長164cm / 体重ヒ・ミ・ツ
地球人の少女。でじこのライバル。1999年5月2日に開催された声優オーディション内で初めてイラストが紹介された。「フロムゲーマーズ」平成11年5月号（平成11年5月18日発行）で登場と同時に名称を一般公募。フロムゲーマーズには応募方法として「ゲーマーズでデ・ジ・キャラットグッズ1000円以上購入で1枚配布される応募用紙」が必要となる旨が記載されている。平成11年6月27日開催の「デジキャラフェスティバル II」および同年7月24日発行「フロムゲーマーズ」平成11年8月号にて結果発表された。通称「うさだ」。だが本人はうさだと呼ばれるのを嫌っており、でじこなどからうさだと呼ばれる度に怒っている。
藤桃色の髪のツインテールに特大のうさ耳と尻尾、サイコロの髪飾りが左右。性格は高飛車で、勝気だが、面倒見がよく優しいところもある。普段はアイドルを目指す、メガネに三つ編み姿の中学生。学校ではクラスの学級委員を務める。実は貧乏で寂しがり屋。年齢の割にはスタイルがとてもよい。
「うさ耳コプター」、「耳からパンチ」、「ラビアンランチャー」、飛び膝蹴り等の得意技を持ち、特にうさ耳はまるで腕のように柔軟に、非常に力強く可動する。好物は笹団子と柿の種。
両親がアメリカ暮らしなので貧乏な一人暮らし生活を送っている（アイドルになるという夢は両親がアメリカに行く際に出した課題である）。母親のフランソワうさだが日本人とフランス人とのハーフなので、彼女自身少なくともフランス人とのクォーターである。
「バラ色の人生」を表すフランス語"La vie en rose"とは綴りが異なり、"Rabi~en~Rose"と表記される。
ゲーマーズはアルバイトとして働いている。
『ゲーマーズ・ガーディアン・フェアリーズ』ではでじこ達が地球に来る2年前にG.G.F.と共に戦い活躍した（ウェイトレスコスチュームやウサ耳はこのときに初着用。しかも自分からではなく、当初はかなりこの格好を恥ずかしがっていた）。
『にょ』では、従姉のお姉さんの「うさだあかり」（声 - 井口裕香）が登場。また、実家は散髪屋。
小説版デ・ジ・キャラット第5巻ではでじこ達が飛ばされた異空間（夢?）で二十三世紀（二二九九年）の未来から来たタイム・パトロールのミニパトガール「ラ・ビ・アン・ローズ三世」が登場（でじこからはうさだピカルと呼ばれる）。
2013年の初代復帰の際に判明した2代目の正体は後述のまじんがっぱ。こちらもブロッコデスが放つ女神パワーによって姿を変えられていたものの、星に帰っていたでじこやぷちこと異なり、高校受験による戦線離脱が理由となっている。そのため、以降の展開ではJK（女子高生）という設定になった。その後、2021年6月に令和のデ・ジ・キャラット公式HPのキャラクター紹介ページで15歳の設定になっていることが初めて公表された。ただし、でじこ、ぷちこなど他のキャラクターは元の年齢のままである。

### 使い魔
ゲマ
声 - 亀井芳子
7月13日生まれ / 年齢? or 10歳（初期の頃の設定） / O型
でじこのお目付役。デ・ジ・キャラット星の出身。「フロムゲーマーズ」準備号（平成10年7月発行）「げまげま」第1回で初登場。
黄色いゴムまりに小さな腕が付いたような単純な形が特徴。いつもでじこの「目からビーム」を食らっている、いわゆる、でじこのストレス発散要員。水を吸うと膨張し、トイレに行くと元の姿に戻る。本人曰く、中身は餡子らしい。「マルムシ」や「きいまる」（「にょ」でのやっさん）などちょっと可哀想なアダ名があるのも特徴。一見上下が逆に見えるが、本人曰く、これで普通の状態らしい（「にょ」では、普通の顔にあたる状態で穴にはまったとき、「逆さまに埋まっちゃったゲマ、やな感じゲマ」と言う）。かつて、ゲマの中には美少年が入っているとの噂が流れたが、虚説らしい（「にょ」などで特殊な型や装置を使って美少年に変身した事はある）。アニメでは家事をこなすなど、けっこう有能である。『にょ』の設定では、あやとりが得意でおにぎり作りが苦手。このおにぎり作りが苦手という設定がワンダフル版でも共通ならば、ワンダフル版に登場するおにぎりはでじこかぷちこの手料理という事になる。
好物は、餃子、ブロッコリー、嫌いな食べ物はたまねぎ。
ワンダフル版ではうさだから居ても役に立たないと思われている。
2016年5月、『ラブライブ!サンシャイン!!』のコンテンツの一環として投票選抜されたゲーマーズ沼津店看板娘＝別名「堕店長」こと津島善子のイメージイラストに、悪魔の角を生やした姿で登場（ただしゲマ本人ではなく身体に縫い目が描かれており、ゲマを模したぬいぐるみであると明示されている）。このバージョンのゲマは「リトルデーモン下魔（ゲマ）」と名付けられ単独グッズ化される（「リトルデーモン」は津島善子の下僕・ファンの総称である）。
まじんがっぱ
10月25日生まれ / 年齢? / A型
うさだの使い魔。「フロムゲーマーズ」平成11年11月号（平成11年10月27日発行）で初登場。
うさだがでじこに対抗するため、どこかから連れてきた最終兵器。季節によって増殖したりする。おなかに「ま」という文字があるが、下を向いて自分で書いたので上下逆になっている。得意技は水芸。好物は、かっぱらしくきゅうり、嫌いな食べ物は昆布。デザインはこげどんぼ*ではなく「くりむ」。
ほっけみりん
年齢?
ぷちこのお友達の、平べったくて二足歩行をして蟹歩きをする猫。三毛猫でメス。「フロムゲーマーズ」平成12年2月号（平成12年1月30日発行）で初登場。「フロムゲーマーズ」平成12年3月号（平成12年2月25日発行）で名前が発表された。
雨の日に捨てられており、ゴミ箱の中で周囲を伺っていたときに、一瞬目が合ったぷちこの後を勝手に付いてきた。「さ」「し」「す」「せ」「そ」という5児のお母さんでもある。正確には「さとうゼリー」、「しおゼりー」、「すゼリー」、「せうゆゼリー」、「みそゼリー」という。小説やドラマCDでは「ニャー」と鳴くが、アニメでは全く言葉を発していないのが謎。よくぷちこの横で回ったり左右に揺れたりしている。
ゼリー状
ほっけみりんの夫で「さ」「し」「す」「せ」「そ」の父親。「フロムゲーマーズ」2001年11月号（2001年10月12日発行）で「さ」「し」「す」「せ」「そ」と同時に初登場。全身が半透明なゼリー状の猫で巨大化するが、ぷちこ曰く興奮して毛を逆立てているだけらしい。ゼリー状が近くを通ると清涼感が得られる。まんまる神社に生息している。

### ブラックゲマゲマ団
ピョコラ＝アナローグIII世
声 - 林原めぐみ
10月23日生まれ / 8歳 / AB型 / 身長138cm / 体重ヒミツ
アナローグ星（デ・ジ・キャラット星の隣）の出身。通称「ぴよこ」。悪の軍団「ブラックゲマゲマ団（以下BG団）」女首領。「フロムゲーマーズ」平成12年4月号（平成12年3月30日発行）で初登場。
「フロムゲーマーズ」平成11年11月号（平成11年10月27日発行）でブラックゲマゲマ団のイラストを一般公募。後述の名称募集などと違い応募用紙などは必要とせず、封書、ハガキで応募が出来た。「フロムゲーマーズ」平成11年12月号（平成11年11月22日発行）で大賞3名を発表。その内の1つがぴよこの基本デザイン。コゲどんぼがパンダをイメージする服装にリメイクしてレギュラーキャラ化した。残り2つの大賞はブラックゲマゲマ団団員として登場している。
「フロムゲーマーズ」平成12年5月、6月合併号（平成12年5月3日発行）で名称を一般公募。フロムゲーマーズには応募方法として「ゲーマーズでデ・ジ・キャラットグッズ1000円購入で配布される応募用紙」が必要となる旨が記載されている。平成12年6月17日開催の「デ・ジ・キャラット 3rdコンサート」および同年6月17日発行「フロムゲーマーズ」平成12年7月号にて発表された。
性格は「おしゃまさん」。貧乏なので、でじこを営利誘拐し、身代金をがっぽりもらおうと企んでるが、根が良い子だからかいつもでじこに騙されている。語尾に「ぴょ」を付けて話す。でじこの事は「お姉ちゃん」と呼んでいる。趣味は「タケノコほり」、「黒豆の煮付け」。好物は「バターサンド」、「バターサンドクッキー」。得意技は「口からバズーカ」で、目からビームと同等の威力を持つ。しかし、「口からバズーカ」は「目からビーム」よりも字数が多いため、口からバズーカと言い終わる前に目からビームを受けてしまう。母星に気を遣い、いつも無理をしがちなのが一番の魅力かもしれない。
なお、『CDドラマ デ・ジ・キャラットそにょ3』で初登場した際はまだ名前が決まっていなかったので、始終「首領」と呼ばれている。
アナローグ星はデ・ジ・キャラット星とは二重連星（双子星）。アナローグ星は初期設定から貧しい星であったが（筍が主要生産物）、別の銀河からコンピュータを導入して経済力をつけた。しかし、アナローグ星の王がデ・ジ・キャラット星侵略戦争に失敗したため、今のような貧乏星に逆戻りした。アナローグ星の王はほとぼりが冷めるまで温泉旅行に出掛けている。
モブでは無くキャストテロップに名も出る形で『魁!!クロマティ高校』アニメ2話に登場している。声優も林原めぐみ。

#### P・K・O
リク・カイ・クウの3人を演ずる声優によるユニット「P・K・O」が存在している。
「フロムゲーマーズ」2000年10月号（平成12年9月22日発行）でブラックゲマゲマ団幹部名称を一般公募。フロムゲーマーズには応募条件は女性のみであることと、応募方法として「ゲーマーズでブラックゲマゲマ団幹部ポストカード（元帥、中将、少佐、各100円）購入で配布される応募券」が必要となる旨が記載されている。平成12年10月21日開催の「デ・ジ・キャラット 4thコンサート」および同年11月23日発行「フロムゲーマーズ」2000年12月号にて発表された（個人名称は後述）。
2001年4月、ブラックゲマゲマ団幹部3人衆ユニット名を一般公募。他の名称募集などと違いフロムゲーマーズでの応募方法の告知はされなかった。応募には「ゲーマーズでデ・ジ・キャラット関連商品1000円購入で配布される応募用紙」が必要となる。2001年5月13日開催の「デ・ジ・キャラットまつり in 東京ビッグサイト」および同年6月発行「フロムゲーマーズ」2001年7月号にて発表された。
採用されたユニット名は「P・K・O」。正式には「Pyocola Keeping Operations」（ピョコラ・キーピング・オペレーションズ）、訳すと「ピョコラ様 かいがいしく お世話し隊」である。後に「ピョコラ様を かいがいしく お世話し隊」と表記している物も存在しており、助詞の「を」がある場合とない場合がある。
リク＝ハイゼンベルク
声 - 鳥海浩輔
4月4日生まれ / 26歳 / AB型 / 身長192cm / 体重85kg
BG団元帥。こげどんぼ*が『ちっちゃな雪使いシュガー』の取材でドイツへ行ったあと、以下の2人とともに誕生。冷静沈着で、あくどいことを平気で口にする。動物が大好きで御茶目な26歳。獣医師で貧乏な人からはお金は取らない。動物に好かれている事を誇りに思っていて動物の仲間がいっぱい。また、動物と会話が出来る能力を持つ。それでも気性の荒い動物達には襲われたりするのだが、本人は喜んでいたりと他2人に呆れられるレベルで動物好きである。好物は焼きそば。けれど密かに寿司に憧れている。
なお、『CDドラマ デ・ジ・キャラットそにょ5』で初登場した際はまだ名前が決まっていなかったので、始終「元帥」と呼ばれている。
カイ＝シュヴァイツァー
声 - 鈴木千尋
3月3日生まれ / 17歳 / A型 / 身長168cm / 体重68kg→56kg
BG団中将。歯科医で、ぴよこの朝晩の歯磨きチェックは彼の仕事。生真面目な性格だが、予想外の事件が起きると一番慌てふためくタイプ。ぴよこに仕える事を誇りに思っている。ぴよこの大好きなバターサンドクッキーも彼の手作りらしい。お母さんの形見のマグカップを大切にしている。『にょ』では、少し目付きがきつい。好物は甘口カレー。
なお、『CDドラマ デ・ジ・キャラットそにょ5』で初登場した際はまだ名前が決まっていなかったので、始終「中将」と呼ばれている。
『CDドラマ デ・ジ・キャラットそにょ6』ではラ・ビ・アン・ローズの偽物『うさだピカル』として登場した。
クウ＝エアハルト
声 - サエキトモ
5月5日生まれ / 13歳 / O型 / 身長156cm / 体重50kg
BG団少佐。有能な内科医。公式かどうかは分からないが、飛び級しているらしい。ぴよこの幼馴染で、ぴよこを呼び捨てにしている。いつも首輪の後ろ（『にょ』では胸ポケット）にぴよことの思い出のパンダのぬいぐるみを持ち歩いており、洗濯するなど、大切にしている場面が端々で窺える（OVA6話より）。性格は生意気で不器用だが、その中にある優しさも散見される。好物はもちと納豆。しかし食べ物なら何でも好きな面がアニメ等では分かる。アニメ版ではよく犬の姿でデフォルメして描かれることが多い。
なお、『CDドラマ デ・ジ・キャラットそにょ5』で初登場した際はまだ名前が決まっていなかったので、始終「少佐」と呼ばれている。

### その他の人物
アニメ『Di Gi Charat (ワンダフル版)』のキャラクターに関する詳細はワンダフル版を、アニメ『ぱにょぱにょデ・ジ・キャラット』のキャラクターに関する詳細はぱにょぱにょデ・ジ・キャラットを、アニメ『デ・ジ・キャラットにょ』のキャラクターに関する詳細はデ・ジ・キャラットにょを、『ウィンターガーデン』のキャラクターに関する詳細はウィンターガーデンを参照。
暴れん坊（すばちゃん）
声 - 上田祐司
生年月日不詳
「ワンダフル版」では暴れん坊として登場し、「にょ」ではすばちゃんとして登場する。好物は不明だが、「メロンパン」は嫌い。ワンダフル版ではなぜかでじこの家の隣に住んでいる。
暴れん坊はその名に恥じず、暴れまくるが本人曰く器物破損はしない主義らしい。また、この暴れん坊の暴れを見たもの誰もはいない（暴れを目撃する＝つまりは死）。
音楽が得意で伝説の暴れ太鼓を披露する上、以外と手先が器用で、丸太一本からベースギターを作製できる。
ブロッコデス
声 - 明坂聡美
1994年3月25日生まれ / brO型（ブロがた）
（株）ブロッコリーの女神。通称は「ブロッコデス様」。2013年の15周年記念漫画で初登場し、2019年発売の20周年記念ドラマCDで声優がついた。
女神らしくふんわりと穏やかな口調だが、スイッチが入ると怒濤のように話す。キャラクターグッズの企画・制作を得意としており、ブロッコリーの株価を見守っている。
実は2代目でじこ（赤目でじこ）の正体であり、初代でじこが帰郷した際に留守を預かり秋葉原を護っていたが、その事があまり知られていないことに愚痴をこぼしている。『令和のデ・ジ・キャラット』では、初代でじこが外出している時にでじこに代わって赤目でじこの姿で店番をしている。
ブシロドノミコト
声 - 伊藤彩沙
2007年7月4日生まれ / BC型（ブシがた）
（株）ブシロードの守護神。通称は「ブシロちゃん」。2022年10月放送のアニメ『令和のデ・ジ・キャラット』より登場。頭には黒色のツノが生えており、がま口財布型のカバンを身につけている。銀シャリが好物。

## 書誌情報

### 雑誌
コミック デ・ジ・キャラットの後身『コミデジ』『コミデジ+』に関する詳細はコミデジ+を参照。
- 季刊デ・ジ・キャラット（ブロッコリー）
  - 季刊デ・ジ・キャラット 2003年春号（2003年5月1日発売）
  - 季刊デ・ジ・キャラット 2003年夏号（2003年8月1日発売）
  - 季刊デ・ジ・キャラット 2003年秋号（2003年11月1日発売）
  - 季刊デ・ジ・キャラット 2004年冬号（2004年2月1日発売）
  - 季刊デ・ジ・キャラット 2004年春号（2004年5月1日発売）
  - 季刊デ・ジ・キャラット 2004年夏号（2004年8月1日発売）
- コミック デ・ジ・キャラット（ジャイブ）
  - コミック デ・ジ・キャラット Vol.1（2004年10月8日発売）
  - コミック デ・ジ・キャラット Vol.2（2004年12月10日発売）
  - コミック デ・ジ・キャラット Vol.3（2005年2月10日発売）
  - コミック デ・ジ・キャラット Vol.4（2005年4月9日発売）
  - コミック デ・ジ・キャラット Vol.5（2005年6月10日発売）
  - コミック デ・ジ・キャラット Vol.6（2005年8月10日発売）
  - コミック デ・ジ・キャラット Vol.7（2005年10月8日発売）

### 画集
- デ・ジ・キャラット画集（ブロッコリー）
  - CHOCOLA（1999年12月18日発売）
  - CHOCOLA2000（2000年12月22日発売）
  - CHOCOLA2001（2001年12月21日発売）
  - CHOCOLA2002（2002年12月4日発売）
  - CHOCOLA2003（2003年12月20日発売）
  - CHOCOLA2004（2004年12月24日発売）
  - CHOCOLA2020（2020年12月24日発売）
- こげどんぼ*画集
  - コゲどんぼ画集 CHOCOLA SELECTION（ブロッコリー、2005年12月24日発売、ISBN 4-86-176176-X）
  - コゲどんぼ画集 CHOCOLA SELECTION 2006（ソフトバンククリエイティブ、2006年12月20日発売、ISBN 978-4-79-733936-9）
  - こげどんぼ*画集 CHOCOLA 2008（ソフトバンククリエイティブ、2008年12月9日発売、ISBN 978-4-79-735210-8）

### ガイドブック
- でじこん Di Gi Charat Complete（ブロッコリー、2000年8月20日発売）
- でじこん2002 Di Gi Charat Complete（ブロッコリー、2002年6月15日発売）

### アンソロジー
- デ・ジ・キャラット公式コミックアンソロジー（メディアワークス・電撃コミックス、全4巻）
  - vol.1（2000年3月1日発売、月刊電撃コミックガオ!1999年9月号 - 2000年3月号、描き下ろし）
  - vol.2（2000年9月27日発売、全編描き下ろし）
  - vol.3（2001年3月27日発売、全編描き下ろし）
  - vol.4（2001年10月27日発売、全編描き下ろし）
- デ・ジ・キャラットオフィシャルコミックアンソロジー（ブロッコリー）
  - vol.1（2000年6月発売）
  - vol.B/Black Version（2000年11月発売）
  - オフィシャルコミックアンソロジー（2003年6月20日発売）※vol.1とvol.Bを1冊にまとめた物
  - でじ☆こみ（2003年9月13日発売）
- コミック デ・ジ・キャラットオフィシャルブック女の子スペシャル（ブロッコリー、2005年10月23日発売）
- デ・ジ・キャラット20周年お祝いイラストアンソロジー&ファンBOOK『Variety of CHOCOLA』（ブロッコリー、2018年8月18日発売）

### イラスト
- Comic City in 大阪27 パンフレット表紙イラスト（2000年1月9日開催）
- Super Comic City in 関西7 パンフレット表紙イラスト（2001年8月25日開催）

## TVアニメ

### 『デ・ジ・キャラット(ワンダフル版)』
Di Gi Charat (ワンダフル版)を参照。1999年に全16話が放送された。また以下のスペシャル版が単発放送された。
- Di Gi Charat サマースペシャル - 2000.8 - TBS他 全4話（30分枠・1回2話）
- Di Gi Charat クリスマススペシャル - 2000.12 - TBS他 全1話（30分枠・1話）
- Di Gi Charat お花見すぺしゃる - 2001.4 - TBS他 全4話（30分枠・1回2話）
- Di Gi Charat 梅雨スペシャル - 2001.8 - TBSアニメフェスタ会場にて上映 全2話（30分枠・1回2話）
- Di Gi Charat 夏休みスペシャル - 2001.8 - TBS他 全4話（30分枠・1回2話）

### 『ぱにょぱにょデ・ジ・キャラット』
2002年1月9日 から アニマックスのちに千葉テレビ・テレビ埼玉・テレビ神奈川・三重テレビ・キッズステーションで放映された。 全48話（番組内コーナー・5分枠）

### 『デ・ジ・キャラットにょ』
2003年から テレビ大阪・テレビ東京他で放送された。 全104話（30分枠・1回2話）

### 『ウィンターガーデン』
2006年12月にTBS、BS-iで放送された。 全2話（30分枠・1回1話）

### 『令和のデ・ジ・キャラット』
デ・ジ・キャラット誕生24周年記念として製作されるミニアニメ作品で、2022年10月7日毎週金曜23時よりTOKYO MX、BS日テレ、YouTubeほかにて配信・放送。
ブロッコリー創業者の木谷高明が現在経営するブシロードが企画・製作に加わり、監督はこれまでのアニメ作品を手がけた桜井弘明が再び参加、キャラクターデザインは渡辺敦子、アニメーション制作はかつてブロッコリーの社員として「デ・ジ・キャラット劇場 ぴよこにおまかせぴょ!」や「ギャラクシーエンジェル」などを手掛けたプロデューサー里見哲朗が経営するライデンフィルムがそれぞれ務める。主要登場キャラクターの声優陣は変更無く出演するほか、2代目でじこの正体であるブロッコデスも明坂聡美がそのまま担当、さらにこげどんぼ*が新規にデザインしたブシロードの守護神「ブシロドノミコト（ブシロちゃん、声：伊藤彩沙）」も登場する。
2022年2月4日に第1弾の特報PVが公式YouTubeチャンネルで公開されるとともに、主題歌をワンダフル版やサマースペシャル2000などで担当した奥井雅美が再び担当することも発表された。
2022年9月10日に第2弾の特報PVにて初回放送・配信日時が決まった。

#### キャスト
- デ・ジ・キャラット - 真田アサミ
- プチ・キャラット - 沢城みゆき
- ラ・ビ・アン・ローズ - 氷上恭子
- ゲマ、子供A  - 亀井芳子
- ピョコラ＝アナローグIII世 - 林原めぐみ
- リク＝ハイゼンベルク - 鳥海浩輔
- カイ＝シュバイツァー - 鈴木千尋
- クウ＝エアハルト - サエキトモ
- 2代目デ・ジ・キャラット（赤目でじこ）、ブロッコデス、女子A - 明坂聡美
- ブシロドノミコト - 伊藤彩沙
- 店長、侵略宇宙レスラー達、父A、アキハバラのえらい人、転生屋 - 一条和矢
- 木村拓郎 - 置鮎龍太郎
- 皆川拓郎、面茶きよし（きよっさん） - 南央美
- 武、熱い誰かの声、ナゾ団① - 内藤玲
- 喜美、ナゾ団② - モリノリ久
- ナレーション、ゲルくん、暴れん坊、あまえん坊、大魔王モレタス - うえだゆうじ
- アニメ女子① - 高野麻里佳
- アニメ女子② - 愛美
- アニメ女子③ - 千本木彩花
- すごいプロデューサー(略してすごＰ) - 松山鷹志
- リンナ・キャラット（りんな） - 榎本温子
- ミ・ケ・キャラット（みけ） - 小桜エツコ
- アクア - 廣田詩夢
- 憂鈴（ゆうれい）、異世界さん - 名塚佳織
- うさだあかり - 井口裕香
- 面茶やすし（やっさん） - 野島健児
- デ・ジ・キャラットママ - 日髙のり子

#### スタッフ
- 監督・シリーズ構成 - 桜井弘明
- 制作総指揮 - 木谷高明
- 原作・キャラクター原案 - こげどんぼ*
- 総括プロデューサー - 海老根愛
- プロデューサー - 白崎哲紀、池田祥馬
- アシスタントプロデューサー - 吉野彩香
- スーパーバイザー - 内野秀紀、足立順子
- キャラクターデザイン・総作画監督 - 渡辺敦子
- 演出協力 - 山川吉樹
- 美術監督 - 宮本実生
- 色彩設計 - 漆戸幸子
- 撮影監督 - 松向寿
- 編集 - 山田聖実
- 音響監督 - たなかかずや
- 音楽 - 増田俊郎
- 音楽プロデューサー - 岡田太郎
- 音楽制作 - ブシロードミュージック、FIRE WORKS
- アニメーションプロデューサー - 橋本淳至
- アニメーション制作 - ライデンフィルム
- 製作 - ブシロード
- 協力 - ブロッコリー
- スペシャルサンクス - ゲーマーズ、TBSテレビ、キングレコード

#### 主題歌
「曖昧さ、幸福論」
奥井雅美の歌・作詞による主題歌。作曲は矢吹俊郎。
「PARTY☆NIGHT (D-POP version)」（第15話挿入歌）
作詞 - 森ユキ / 作曲・ 編曲- 坂本裕介 / 歌 - 真田アサミ、沢城みゆき、氷上恭子、明坂聡美、伊藤彩沙

#### 各話リスト
| 話数 | サブタイトル                   | 脚本              | 絵コンテ | 演出       | 作画監督       | 総作画監督 | 配信日         |
| ---- | ------------------------------ | ----------------- | -------- | ---------- | -------------- | ---------- | -------------- |
| #1   | おひさしぶりぶりアキハバラ〜   | 桜井弘明          | 桜井弘明 | 則座誠     | 渡辺敦子       | -          | 2022年 10月7日 |
| #2   | みんなそろったかにょ？         | 桜井弘明          | 桜井弘明 | 則座誠     | 小林明美       | 渡辺敦子   | 10月14日       |
| #3   | ワルイことやっちゃうぴょ       | 大場小ゆり        | 桜井弘明 | 則座誠     | 渡辺敦子       | -          | 10月21日       |
| #4   | 学校でのおはなし               | 桜井弘明          | 桜井弘明 | 宇和野歩   | 浅尾宏成       | 渡辺敦子   | 10月28日       |
| #5   | でじこ世界進出にょ             | 桜井弘明          | 桜井弘明 | 本間みなみ | 畠山佳苗       | -          | 11月4日        |
| #6   | ゲマと謎ゲマ                   | 桜井弘明          | 桜井弘明 | 宇和野歩   | 小島唯可       | -          | 11月11日       |
| #7   | ブロッコ 'ン 'ブシロール       | 桜井弘明          | 桜井弘明 | 宇和野歩   | 山崎敦子       | -          | 11月18日       |
| #8   | ぷちこも出すにゅ               | 大場小ゆり        | 佐藤竜雄 | 宇和野歩   | 佐々木彩香     | -          | 11月25日       |
| #9   | またアイツが来たにょ           | 桜井弘明          | 桜井弘明 | 本間みなみ | 渡辺敦子       | -          | 12月2日        |
| #10  | 一日店長さんにょ               | 大場小ゆり        | 鎌仲史陽 | 鎌仲史陽   | 浅尾宏成       | -          | 12月9日        |
| #11  | なんにもしないにょ             | 桜井弘明          | 桜井弘明 | 本間みなみ | 小林明美       | -          | 12月16日       |
| #12  | 異世界なんちゃら転生なんちゃら | 桜井弘明          | 桜井弘明 | 本間みなみ | 伊部由起子     | -          | 12月23日       |
| #13  | アキハバラとちがう街にょ       | 桜井弘明 井上英紀 | 井上英紀 | 則座誠     | 小島唯可       | -          | 12月30日       |
| #14  | でっかくなったにょー！         | 桜井弘明          | 桜井弘明 | 則座誠     | 畠山佳苗       | -          | 12月30日       |
| #15  | パーティナイト2023にょ         | -                 | 吉松孝博 | 吉松孝博   | サムシング吉松 | -          | 2023年 1月3日  |
| #16  | さりげなく伝説でじこ           | 桜井弘明          | 桜井弘明 | 則座誠     | 渡辺敦子       | -          | 2023年 1月3日  |

#### 放送局
| 放送期間                       | 放送時間                                        | 放送局       | 対象地域 | 備考                                                        |
| ------------------------------ | ----------------------------------------------- | ------------ | -------- | ----------------------------------------------------------- |
| 2022年10月7日 - 12月30日       | 金曜 23:00 - 23:30内のうちの6分程度。時間不定。 | TOKYO MX     | 東京都   | D4DJ番組『D4DJ Happy Around!の課外活動報告』内              |
|                                | 金曜 23:00 - 23:06                              | BS日テレ     | 日本全域 | BS放送 / D4DJ番組『D4DJ Happy Around!の課外活動報告』番組内 |
| 2022年10月9日 - 2023年1月8日   | 日曜 23:40 - 23:46                              | AT-X         | 日本全域 | CS放送                                                      |
| 2022年10月11日 - 2023年1月31日 | 火曜 2:20 - 2:25（月曜深夜）                    | 秋田朝日放送 | 秋田県   |                                                             |
| 2022年10月14日 - 2023年2月3日  | 金曜 2:45 - 2:50（木曜深夜）                    | 新潟テレビ21 | 新潟県   | [ 注 31 ]                                                   |
| 2022年10月24日 - 2023年2月13日 | 月曜 2:00 - 2:05（日曜深夜）                    | 北陸朝日放送 | 石川県   |                                                             |

| 配信開始日               | 配信時間     | 配信サイト | 備考                          |
| ------------------------ | ------------ | ---------- | ----------------------------- |
| 2022年10月7日 - 12月30日 | 金曜 23:00 - | YouTube    | D4DJチャンネルにて配信        |
|                          | 金曜 23:30 - | YouTube    | 公式YouTubeチャンネルにて配信 |

第15話・第16話
| 放送期間     | 放送時間    | 放送局   | 対象地域 | 備考                                                 |
| ------------ | ----------- | -------- | -------- | ---------------------------------------------------- |
| 2023年1月3日 | 火曜 9:40頃 | TOKYO MX | 東京都   | 特番『ブシロード New Year Movie Party 2023』内で放送 |

| 配信開始日   | 配信時間    | 配信サイト | 備考                                                                         |
| ------------ | ----------- | ---------- | ---------------------------------------------------------------------------- |
| 2022年1月3日 | 火曜 9:40頃 | YouTube    | 『バンドリちゃんねる☆』 特番『ブシロード New Year Movie Party 2023』内で放送 |

| 配信開始日   | 配信時間     | 配信サイト | 備考                          |
| ------------ | ------------ | ---------- | ----------------------------- |
| 2023年1月3日 | 火曜 10:00 - | YouTube    | 公式YouTubeチャンネルにて配信 |

#### 関連商品
Blu-ray
| 発売日        | タイトル                                                  | 規格品番   | 規格品番   |
| 発売日        | タイトル                                                  | Blu-ray    |            |
| ブシロード    | ブシロード                                                | ブシロード | ブシロード |
| ------------- | --------------------------------------------------------- | ---------- | ---------- |
| 2023年4月12日 | 令和のデ・ジ・キャラット Project Complete Blu-ray＆CD BOX | BRMM-10616 |            |

## OVA
- デ・ジ・キャラット劇場 ぴよこにおまかせぴょ! - 全8話（30分枠・1回2話）

## 劇場版
- Di Gi Charat 星の旅 - 2001.12.22 『冬の角川アニメ』と題し、『サクラ大戦 活動写真』『あずまんが大王』『スレイヤーズ』が同時上映された。

## メディア展開

### 漫画
- げまげま[注 33]（1998年7月 - 2014年1月、2017年4月 - 2019年5月20日[97][注 34]、コゲどんぼ著、無料広報誌フロムゲーマーズおよびブロッコリー公式HP[2][注 35]）
  - げまげまG's出張版（1999年2月 - 2000年2月、コゲどんぼ著、メディアワークス、電撃G'sマガジン1999年4月号 - 2000年4月号）
  - げまげまジュニア出張版（1999年12月 - 2001年3月、コゲどんぼ著、富士見書房、ドラゴンジュニア（ドラゴンJr.）2000年2月号 - 2001年5月号）
  - にまにま[49]（2008年7月23日、10月29日、2009年2月17日、こげどんぼ*著、ニコニコ動画）
  - げまげま特別編（2020年12月30日[99]、2021年6月12日[100]、こげどんぼ*著）
- でじこのチャンピオンカップ劇場（2001年4月 - 2002年8月、コゲどんぼ著、秋田書店・少年チャンピオンコミックス、全1巻）
  - 表紙デザインの違うブロッコリー版も秋田書店版と同時発売（ゲーマーズ限定）
- デ・ジ・キャラット でじこだにょ（2003年春 - 2004年夏、コゲどんぼ著、ジャイブ・CR COMICS、全1巻）
- デ・ジ・キャラット（2008年、こげどんぼ*著、ソフトバンククリエイティブ・コミデジコミックス、全1巻）
  - 『ウィンターガーデン』漫画版併録
- でじこ★あどべんちゃー（2000年 - 2002年、コゲどんぼ原作・キャラクター原案、霧賀ユキ作画、角川書店・角川コミックスドラゴンJr.、全3巻）
- でじこ☆あらもーど（2002年 - 2003年、コゲどんぼ原作・キャラクター原案、霧賀ユキ作画、角川書店・角川コミックスドラゴンJr.、全1巻）
- デ・ジ・キャラット劇場 ぴよこにおまかせっ!!（2000年 - 2002年、ひな。著、メディアワークス・電撃コミックス、全2巻）
- デ・ジ・キャラット ぴよぴよぴよこちゃん（2004年 - 2005年、ひな。著、ジャイブ・CR COMICS、全1巻）
- ゲーマーズ・ガーディアン・フェアリーズ[60]（2002年[60] - 2003年、愁☆一樹著、メディアワークス、月刊コミック電撃大王、全14話、単行本未発売）
- デ・ジ・キャラットにょ（2003年、水瀬いつる著、小学館・フラワーコミックススペシャル、全1巻）
- でじこのススメ（2003年 - 2004年、コゲどんぼ原作・キャラクター原案、とろろ作画、角川書店・角川コミックスドラゴンJr.、全1巻）
- デ・ジ・キャラット GGBG!（2003年 - 2004年、山田J太著、ジャイブ・CR COMICS、全1巻）
- デ・ジ・キャラット GGBG!おかわり（2004年 - 2005年、山田J太著、ソフトバンククリエイティブ・コミデジコミックス、全1巻）
- デ・ジ・キャラット ラ・ビ・アン!-うさだの恋の物語-（2003年 - 2004年、花屋敷ぼたん著、ジャイブ・CR COMICS、全1巻）

### ドラマCD
最初のメディアミックス作品で、本編が全8巻、番外編が全2巻が発売された。現在はすべて廃盤となっている。2018年にデ・ジ・キャラット20周年記念新作ドラマCDが制作決定して、2019年に発売された。
- 本編
  - CD DRAMA Di Gi Charat（1999年7月22日発売、規格番号GCFC-003）
  - CD DRAMA Di Gi Charat そにょ2（1999年10月9日発売、規格番号GCFC-004）
  - CD DRAMA Di Gi Charat そにょ3（2000年4月15日発売、規格番号GCFC-005）/Welcome!2000（規格番号GCFC-006） - CD-BOX Gold Version/同梱
  - CD DRAMA Di Gi Charat そにょ4（2000年7月15日発売、規格番号GCFC-008）/Voice of Heart[注 4]（規格番号GCFC-009） - CD-BOX Silver Version/同梱
  - CD DRAMA Di Gi Charat そにょ5（2000年9月30日発売、規格番号GCFC-010）/デ・ジ・キャラット音頭（規格番号GCFC-011） - CD-BOX ブラックバージョン/同梱
  - CD DRAMA Di Gi Charat そにょ6（2001年5月19日発売、規格番号GCFC-018）/Wonder Girls（規格番号GCFC-019） - Di Gi Charat CD-BOX スペシャルバージョン/同梱
  - CD DRAMA Di Gi Charat そにょ7（2001年9月30日発売、規格番号GCFC-022）
  - Di Gi Charat CD DRAMA BOX（2002年3月30日発売、1～4巻までのセット）
  - CD DRAMA Di Gi Charat そにょ8（2002年11月29日発売、規格番号BRDR-1006）/スマイル☆X'mas（規格番号BRDA-1007） - Di Gi Charat X'mas CD BOX 2002/2枚組
  - Di Gi Charat 20th Anniversary DRAMA CD『D.U.P.編』（2019年2月27日発売、規格番号BRDR-1165）
  - Di Gi Charat 20th Anniversary DRAMA CD『ブラックゲマゲマ団編』（2019年2月27日発売、規格番号BRDR-1166）

- 番外編
  - CD DRAMA Di Gi Charat 番外編「でじこの野望vol.1 宣戦布告にょ！」（2003年2月8日発売、規格番号BRDR-1012）
  - CD DRAMA Di Gi Charat 番外編「でじこの野望vol.2 アニメ店長と対決にょ！」（2003年7月25日発売、規格番号BRCF-3007）

- トレーディングカードBOXに同梱
  - デ・ジ・キャラット オリジナルミニドラマCD とらぶるトライアングル デ・ジ・キャラット編[注 36]（2003年6月20日発売、規格番号GCFC-035）
  - デ・ジ・キャラット オリジナルミニドラマCD とらぶるトライアングル プチ・キャラット編[注 36]（2003年6月20日発売、規格番号GCFC-036）
  - デ・ジ・キャラット オリジナルミニドラマCD とらぶるトライアングル ラ・ビ・アン・ローズ編[注 36]（2003年6月20日発売、規格番号GCFC-037）
  - オリジナルドラマCD DI GI CHARAT IN WONDERLAND でじこ・リク編[注 37]（2004年1月22日発売、規格番号GCFC-054）
  - オリジナルドラマCD DI GI CHARAT IN WONDERLAND ぷちこ・カイ編[注 37]（2004年1月22日発売、規格番号GCFC-055）
  - オリジナルドラマCD DI GI CHARAT IN WONDERLAND ラビアン・クウ編[注 37]（2004年1月22日発売、規格番号GCFC-056）

- 応募者全員サービス
  - ～でじこだにょ～ドラマCD「生放送!テレビ局はパニックにょ」（2003年夏、規格番号GCFC-039）季刊デ･ジ･キャラット2003年夏号（2003年8月1日発売号）応募者全員サービス
  - ドラマCD ぴよぴよぴよこちゃん「出動！ブラックゲマゲマ団」（2003年秋、規格番号GCFC-048）季刊デ･ジ･キャラット2003年秋号（2003年11月1日発売号）応募者全員サービス
  - 朗読CD付き絵本「にゅ!」（2004年冬、規格番号SMP-1965）季刊デ･ジ･キャラット2004年冬号（2004年2月1日発売号）応募者全員サービス
  - GGBG! ドラマCD（2005年冬、規格番号GCFC-68）コミック デ・ジ・キャラット Vol.3（2005年2月10日発売号）応募者全員サービス
  - ルーンエンジェル隊 VS デ・ジ・キャラット?!（2007年冬、規格番号GCFC-088）コミデジ+vol.5（2006年12月21日発売号）+vol.6（2007年2月21日発売号）応募者全員サービス

### 音楽

#### 音楽CD
アニメ『Di Gi Charat (ワンダフル版)』のCDに関する詳細はDi Gi Charat (ワンダフル版)を、アニメ『ぱにょぱにょデ・ジ・キャラット』のCDに関する詳細はぱにょぱにょデ・ジ・キャラットを、アニメ『デ・ジ・キャラットにょ』のCDに関する詳細はデ・ジ・キャラットにょを、『ぷちこのおしえて! ほっけみりん。』のCDに関する詳細はぷちこのおしえて! ほっけみりん。を、『P・K・O』のCDに関する詳細はP・K・Oを参照。
- ゲーマーズCFソング「Welcome!」（歌:かとうひろこ、1999年2月13日発売、規格番号GCFC-001）
- Welcome! デ・ジ・キャラットVer.（歌:真田アサミ、1999年6月20日発売、規格番号GCFC-002）
- PARTY☆NIGHT（1999年10月9日発売、規格番号GCFC-005）
- ぷちこのうた（歌:沢城みゆき、2000年5月10日発売、規格番号GCFC-007）
- Rabi-en-Rose（歌:氷上恭子、2000年9月30日発売、規格番号GCFC-012）
- Di Gi Charat X'mas Album Welcome to X'mas（2000年12月2日発売、規格番号GCFC-013）
- デ・ジ・キャラットクリスマススペシャル～今夜はでじことパーティにょ！～（2001年1月、規格番号GCFC-014）ゲーマーズポイント交換用景品
- ぷちこのうた2（歌:沢城みゆき、2001年3月30日発売、規格番号GCFC-017）
- Di Gi Charat X'mas CD 2001 White Fantasy（2001年11月30日発売、規格番号GCFC-023）
- ぷちこ&ミントミニアルバム Twin Hearts（2002年2月14日発売、規格番号GCFC-025）
- READY→⇒→GO!（2002年5月22日発売、規格番号LACM-4058）
- 無限大∞ソリューション（2002年9月27日発売、規格番号BRDA-1001）
- でじこさん CDスペシャル ～横浜ドライブツアーGo!Go!にょ!～（2002年12月25日発売、規格番号LACM-5144）
- デ・ジ・キャラット＆エンジェル隊コンサートin 横浜アリーナ Di Gi Charat EDITION（2003年1月23日発売、規格番号BRCA-1009）
- でじこさん ラジオサウンド集 Sound of でじこさん（2003年2月26日発売、規格番号LACM-5151）
- Di Gi Charat The BEST すぺしゃるエディション[注 38]（2003年3月21日発売、規格番号BRCA-1015）
- Di Gi Charat The BEST[注 38]（2003年4月23日発売、規格番号BRCF-3002）
- ミラクル★テレパシー（2003年5月23日発売、規格番号BRDF-3006）
- ストロベリーMagic（歌:井口裕香、2003年夏、規格番号BRDA-1025）季刊デ･ジ･キャラット2003年夏号（2003年8月1日発売号）応募者全員サービス
- ダイナマイト★I・N・G（2003年10月24日発売、規格番号BRDF-3017）
- Welcome！大全集(仮)（2003年10月30日発売、規格番号BRCA-1027）
- Di Gi Charat X'mas CD 2003 Princess X'mas（2003年11月14日発売、規格番号BRCA-1029）
- ぴょこLOVE注意報（歌:林原めぐみ、2003年11月28日発売、規格番号BRDF-3018）
- CDラジオ にょにょらじCD（2004年4月30日発売、規格番号BRCA-1032）
- ワンダー☆PARTY☆ソリューション（2004年6月4日発売、規格番号BRDA-1034）
- Di Gi Charat The BEST II すぺしゃるエディション[注 39]（2004年6月18日発売[101][注 40]、規格番号BRCA-1035）
- Di Gi Charat The BEST II 通常版[注 39]（2004年6月25日発売、規格番号BRCA-1035）
- PARTY☆NIGHT大全集（踊）（2004年8月13日発売、規格番号BRCA-1039）
- Di Gi Charat X'mas CD 2004 Baby X'mas（2004年11月5日発売、規格番号BRCA-1044）
- FINAL☆PARTY☆NIGHT プレミアムセット[注 41]（2004年12月10日発売、規格番号BRCA-1047）
- FINAL☆PARTY☆NIGHT[注 41]（2004年12月23日発売、規格番号BRDA-1049）
- Dream Maker（歌:佐藤ひろ美、2006年3月17日発売、規格番号BRDA-1072）
- ブロッコリー ウィンターソングセレクション Sweet Winter（2007年11月23日発売、規格番号BRCA-1082）
- デ・ジ・キャラット新テーマソング「Waiting!」（2008年1月18日発売、規格番号BRDA-1083）
- 君は僕のエナジー（2008年5月23日発売、規格番号BRDF-3104）
- 元気!勇気!ノンキだにょ!（歌:明坂聡美、2008年6月25日発売、規格番号BRDF-3105）
- ゴキゲンぷっぷぷい（歌:みなかみ菜緒、2008年7月25日発売、規格番号BRDF-3108）
- 呼んだ!?ラ・ビ・アン・ローズ（歌:矢澤りえか、2008年8月22日発売、規格番号BRDF-3109）
- デ・ジ・キャラット カバーアルバム「にょコにょコうたってみた」（2008年12月28日発売、規格番号BRCA-1092）
- デ・ジ・キャラット アニバーサリーベスト（2015年2月20日発売、規格番号BRCA-1146）

#### 音楽配信
- Welcome! (D-POP version)[102]（2022年10月14日配信、各音楽配信サイト）
- Welcome! (D-POP version) ～D.U.P.～[103]（2022年10月15日配信、ゲーム『D4DJ Groovy Mix』[104]）
- PARTY☆NIGHT (D-POP version) ～D.U.P.～（2022年11月13日初公開[105]、ブシロード15周年記念ライブ）
- PARTY☆NIGHT (D-POP version)[106]（2023年1月3日配信、各音楽配信サイト）

### VHS
- 99.5.2 デ・ジ・キャラット 声優オーディション（規格番号VBDC-001）

- アニメ デ・ジ・キャラット Vol.1,2（スターチャイルド、TBS）

### ゲーム

#### コンピュータゲーム
- でじこの麻雀パーティ（2000年12月8日発売、ゲームボーイカラー専用ソフト）
- デ・ジ・キャラット ファンタジー（2001年2月22日発売、Windows/2001年9月6日発売、ドリームキャスト用ソフト）
  - デ・ジ・キャラット ファンタジー エクセレント（2003年11月20日発売、PlayStation 2用ソフト）
- エルドラドゲートシリーズ5巻（2001年6月6日、ドリームキャスト用ソフト）特別出演[注 42]
- デ・ジ・キャラット でじこミュニケーション（2002年10月25日発売、ゲームボーイアドバンス用ソフト）
- でじこミュニケーション2（にょ） 打倒!ブラックゲマゲマ団（2004年7月15日発売、ゲームボーイアドバンス用ソフト）
- プリンセスコンチェルト（2005年8月26日発売、Windows/PlayStation 2用ソフト）特別出演[注 43]
- AKIBA'S TRIP2（2013年11月7日発売、PlayStation 4/PlayStation 3/PlayStation Vita用ソフト）特別出演[注 44]
- 超ヒロイン戦記（2014年2月6日発売、PlayStation 3/PlayStation Vita用ソフト）
- D4DJ Groovy Mix[103]（iOSおよびAndroid）
  - コラボイベント「令和のグ・ル・ミックスにょ」[104]（2022年10月15日配信[104]）

このほか、厳密にはゲームではないが、ドリームキャスト用インターネットクライアントソフト『ドリームパスポート3』のデ・ジ・キャラットバージョン『でじこのマイブラ』も発売された。
過去には、MMORPG『エミル・クロニクル・オンライン』で装備アイテムやアバターアイテムが購入キャンペーンにて提供されていたことがあるが、『ゴシックは魔法乙女〜さっさと契約しなさい!〜』『ロストディケイド』といったスマートフォン用ゲームでもコラボレーションを行うことが増えた。

#### ボードゲーム
- でじこの人生ゲーム（2001年1月1日発売）

#### カードゲーム
- デ・ジ・キャラット C.C.G.[注 45]（トレーディングカードゲーム）
  - デ・ジ・キャラット C.C.G.スターターBOX / ブースターパック （2001年5月25日発売）
  - デ・ジ・キャラット C.C.G.エクスパンションそにょ2（2001年8月24日発売）
  - デ・ジ・キャラット C.C.G.そにょ3（2001年12月22日発売）
  - デ・ジ・キャラット C.C.G.スターターキット2（2002年6月15日発売）
  - デ・ジ・キャラット C.C.G.プレミアムデッキそにょ1 でじことうさだ（2002年7月27日発売）
  - デ・ジ・キャラット C.C.G.プレミアムデッキそにょ2 ぷちことぴよこ（2002年9月27日発売）
  - デ・ジ・キャラット C.C.G.そにょ4 おとぎ話にょ（2003年2月21日発売[注 46]）

ブロッコリーのトレーディングカードゲーム『アクエリアンエイジ』『プロジェクト レヴォリューション』にもキャラクターカード上のキャラクターとして登場している。

### パソコンソフト

#### メールソフト
『でじこのこべや』および『でじこのこべや』の拡張版ソフトとして『うさだのこべや』、『ぷちこのこべや』、『ぴよこでおじゃま』の3本が発売されている。システム障害の1つである2000年代問題には対応していない。
- でじこのこべや（1999年10月29日発売、Windows版/2000年6月22日発売、Mac版）
- うさだのこべや（2000年2月3日発売、Windows版[注 47]）
- ぷちこのこべや（2000年4月8日発売、Windows版[注 47]）
- ぴよこでおじゃま（2000年9月22日発売、Windows&Macハイブリッド版）

#### デスクトップアクセサリー
- でじこのこばこ（2000年10月13日発売）

### 小説
- デ・ジ・キャラット（菜の花こねこ著、メディアワークス・電撃文庫、全6巻）
  - 1巻（2000年8月10日発売）
  - 2巻（2000年10月25日発売）
  - 3巻（2000年11月25日発売）
  - 4巻（2003年3月10日発売）
  - 5巻（2003年6月10日発売）
  - 6巻（2003年9月10日発売）
- デ・ジ・キャラットファンタジー（菜の花こねこ著、富士見書房・富士見ファンタジア文庫、上下巻）
  - 上巻（2001年10月19日発売）
  - 下巻（2001年12月20日発売）
- デ・ジ・キャラットスペシャル 彗星祭りは大パニックにょ!（2003年12月10日発売、菜の花こねこ著、メディアワークス・電撃文庫）
- デ・ジ・キャラット「でじこのごきげん日記」（2003年12月10日発売、菜の花すみれ著、ソフトバンククリエイティブ・コミデジコミックス）

### 地上波（ラジオ大阪）
でじこのへや
放送局 : ラジオ大阪
放送期間 : 1999年10月〜2001年9月
パーソナリティ : 真田アサミ、氷上恭子、沢城みゆき
（放送局は下記を参照）
でじこのへや2
放送局 : ラジオ大阪、文化放送他
放送期間 : 2001年10月〜2002年3月
パーソナリティ : 真田アサミ、氷上恭子、沢城みゆき
でじこさん
放送局 : ラジオ大阪、文化放送他
放送期間 : 2002年4月〜2003年3月
パーソナリティ : 真田アサミ、氷上恭子、沢城みゆき
G.A.だにょ
放送局 : ラジオ大阪、文化放送他
放送期間 : 2003年4月〜2003年9月
パーソナリティ : 真田アサミ、田村ゆかり、新谷良子
にょにょらじ
放送局 : ラジオ大阪、文化放送他
放送期間 : 2003年10月〜2004年3月
パーソナリティ : 真田アサミ、氷上恭子、森訓久、井口裕香
でじこのうっかりパニック!
放送局 : ラジオ大阪、文化放送他
放送期間 : 2004年4月〜9月
パーソナリティ : 真田アサミ、氷上恭子、沢城みゆき、井口裕香

#### でじこのへや放送局一覧
| 放送局      | 周波数  | 放送時間                |
| ----------- | ------- | ----------------------- |
| ラジオ大阪  | 1314kHz | 24:30-25:00（木曜深夜） |
| 東海ラジオ  | 1332kHz | 25:00-25:30（土曜深夜） |
| 文化放送    | 1134kHz | 26:30-27:00（土曜深夜） |
| RKB毎日放送 | 1278kHz | 25:40-26:10（土曜深夜） |

### インターネットラジオ
ぷちこのおしえて! ほっけみりん。
配信局 : ラジオ大阪（インターネットラジオ）
配信期間 : 2000年3月〜2004年9月
パーソナリティ : 沢城みゆき
D.U.P.のWelcome!PARTY☆NIGHT
配信局 : BEAT☆Net Radio!
配信期間 : 2004年10月〜12月
パーソナリティ : 真田アサミ、氷上恭子、沢城みゆき
真田アサミのコミックデ・ジ・キャラット
配信局 : ブロッコリー内公式サイト・音泉
配信期間 : 2005年2月〜10月
パーソナリティ : 真田アサミ、井口裕香
でじこのへや for ウィンターガーデン
配信局 : 音泉・BEWE
配信期間 : 2007年3月〜5月
パーソナリティ : 真田アサミ
でじこラジオ
配信局 : 音泉・BEWE
配信期間 : 2008年4月〜2009年4月
パーソナリティ : 明坂聡美、みなかみ菜緒、矢澤りえか
地球発デ・ジ・キャラットラジオ略して地デジラジオ
配信局 : アニメイトTV
配信期間 : 2009年7月〜2010年5月
パーソナリティ : 明坂聡美、みなかみ菜緒、矢澤りえか

## イベント
- 新春デジキャラフェスティバル（1999年1月17日、池袋サンシャイン文化会館）
- デジキャラフェスティバル II in 池袋（1999年6月27日、池袋サンシャイン文化会館）
- デジキャラフェスティバル in 大阪（1999年11月23日、大阪マーチャンダイズマート）
- デジキャラフェスティバル III in 池袋[注 48]（2000年1月30日、池袋サンシャイン文化会館[注 48]）
- デジキャラフェスティバル in 大阪2（2000年3月20日、大阪マーチャンダイズマート）
- デジキャラフェスティバル in 東京ビッグサイト（2000年5月3日、4日、東京ビッグサイト）
- デ・ジ・キャラットまつり（2000年8月20日、池袋サンシャイン）
- デ・ジ・キャラットまつり in 東京ビッグサイト（2001年5月13日、東京ビッグサイト）
- 新春デ・ジ・キャラットまつり（2002年1月13日、池袋サンシャイン）
- デ・ジ・キャラットまつり in 東京ビッグサイト2003（2003年3月21日、東京ビッグサイト）
- デ・ジ・キャラットまつり（2004年12月26日、幕張メッセ）
  - D.U.P.ラストステージ 「FINAL PARTY NIGHT」同時開催。
- 大阪アニメカーニバル デ・ジ・キャラット20周年記念 声優スペシャルトークショー（2019年3月2日、ホテルエルセラーン大阪）

## ライブ

### デ・ジ・キャラット
- デ・ジ・キャラット1stコンサート（1999年10月9日、六本木ヴェルファーレ）
- デ・ジ・キャラット2ndコンサート（2000年2月11日、六本木ヴェルファーレ）
- デ・ジ・キャラット3rdコンサート（2000年6月17日、六本木ヴェルファーレ）
- デ・ジ・キャラット4thコンサート（2000年10月21日、六本木ヴェルファーレ）
- デ・ジ・キャラットコンサート in 横浜アリーナ（2001年3月20日、横浜アリーナ）
- デ・ジ・キャラットコンサートクライマックス（2001年8月4日、5日、六本木ヴェルファーレ）
- デ・ジ・キャラットツアー2000/2001
  - （2000年11月12日、長野JAビルアクティホール）
  - （2000年11月26日、イベントフォーラム山口）
  - （2000年12月9日、岡山西ふれあいセンター）
  - （2000年12月24日、大阪ギャラクシーホール[注 49]）
  - （2001年1月6日、名古屋SCALD）
  - （2001年9月30日、名古屋ダイアモンドホール）
  - （2001年10月7日、金沢AZホール）
  - （2001年10月21日、大博多ホール）
  - （2001年11月18日、KFMホール"イオ"）
  - （2001年12月2日、札幌キング・ムー）
- デ・ジ・キャラットコンサートクライマックス（2001年8月4日、5日、六本木ヴェルファーレ）
- デ・ジ・キャラットコンサートクルージングディナーショー（2001年12月16日、シンフォニー号内エンペラー）
- デ・ジ・キャラットハッピーバレンタインコンサート（2002年2月9日、10日、六本木ヴェルファーレ）
- デ・ジ・キャラット“スマイル”バレンタインコンサート（2003年2月9日、六本木ヴェルファーレ）
- デ・ジ・キャラットコンサートWelcomeにょ!（2003年6月15日、六本木ヴェルファーレ）

### ブラックゲマゲマ団
- ブラックゲマゲマ団スペシャルクリスマスパーティー（2000年12月16日、神楽坂ツインスター）
- ブラックゲマゲマ団ブラックバレンタインパーティー（2001年2月12日、神楽坂ツインスター）

### P.K.O LIVE TOUR 2003 CAUTION!
出演者
- P・K・O
  - 鳥海浩輔
  - 鈴木千尋
  - サエキトモ

### D.U.P.ラストステージ 「FINAL PARTY NIGHT」
デ・ジ・キャラットから生まれたユニット、D.U.P.の解散コンサート。
デ・ジ・キャラットまつり同時開催。
- 開催日：2004年12月26日
- 会場：幕張メッセ

出演者
- D.U.P.
  - 真田アサミ
  - 氷上恭子
  - 沢城みゆき
- ゲスト：ミュージカル版エンジェル隊
  - 富田麻帆
  - 小出由華
  - 川口真理恵
  - 白川りさ
  - 明坂聡美
  - 後藤沙緒里

## 雑誌企画
でじこのチャンピオンカップ
週刊少年チャンピオンの2001年4月から2002年8月まで連載された巻末読者コーナー。でじこら本作のキャラクターがDJを務める。

## パロディ作品
- アニメ版『パワーストーン』 - 1カットだけ出演。
- アニメ版『魁!!クロマティ高校』 - ぴよこ・でじこ・ぷちこが友情出演。
- アニメ版『エクセル・サーガ』 第23話で主人公のエクセルが突発的に身に付けた拳法をくらったものはでじこと同一の服装になる。なおこの際に、画面の隅に「ブロッコリー認」との文字が表示された。
- 『ベターマン』 - 19話に登場。ゲーマーズのCMの制作を担当した木村貴宏がキャラクターデザインを務めた縁で登場した。
- アニメ版『ケロロ軍曹』 - 144話にデカ耳星人（声：鳥海浩輔）のペットとして、似た風貌のキャラクターが登場。そのうちの一人「胡散田ヒカリ」役はうさだ役の氷上恭子が担当。
- 『OH!スーパーミルクチャン』‐12話（最終話）でハナゲがマジックしいたけ1号の影響で似た風貌のキャラクターに変身した。
- 『天からトルテ!』
- 『Piaキャロットへようこそ!!2DX』
- 『こうふくのカタチ』
- 『あかほり外道アワーらぶげ』 - 8話にでじこが鎧をかぶって登場。鎧が割れたときは目隠しされていた。
- 『まほろまてぃっく』6話次回予告のナレーションで「ものまねはだめだよ」とパロディーの多いガイナックスを皮肉ったのちに「にょ」。ナレーションは真田アサミ。
- 『ギャラクシーエンジェル』
- 『ギャラクシーエンジェる〜ん』
- 『ハヤテのごとく!』
- 『神のみぞ知るセカイ』 - 12話に登場。桂馬が『あしたのジョー』のパロディをしている最中、その後ろを駆け抜ける。
- アニメ版『16bitセンセーション』 - 9話にでじこビル、13話に令和のデ・ジ・キャラット（声：真田アサミ）が登場。
- ゲーム『格ゲー野郎』にゲストキャラで登場。

## にょコにょコ動画
2008年7月23日からニコニコ動画内のニコニコアニメチャンネルにて、誕生10周年記念企画として公式動画配信サイト「にょコにょコ動画」を開設した。『げまげま』のニコニコ動画出張版である『にまにま』を始め、『げまげま』の動画版（以上の動画は新声優によるアテレコがなされている）、『ぱにょぱにょ〜』『ぴよこにおまかせぴょ!』といった過去のアニメ作品の配信のほか、キャラクターソングなどの着うたを配信するモバイルコーナー開設、2009年2月20日 - 4月20日までMAD投稿企画「みんなのにまにまコンテスト」を開催していた。